# Golpe de Estado en Alto Volta de 1974
El golpe de Estado de Alto Volta de 1974 fue un golpe militar incruento que tuvo lugar en la república de Alto Volta el 8 de febrero de 1974.
El golpe fue un autogolpe, orquestado por el presidente general Sangoulé Lamizana (en el cargo desde el golpe de 1966), contra el gobierno liderado por la RDA del primer ministro Gérard Kango Ouédraogo, formado tras las elecciones parlamentarias de 1970.
Lamizana anunció la disolución de la Asamblea Nacional y la suspensión de la Constitución, adoptada tras el referéndum constitucional de 1970. Posteriormente se nombró a sí mismo nuevo primer ministro, en un gobierno compuesto por once militares y cuatro civiles.